# Grand Prix Formule 1 van België 2010

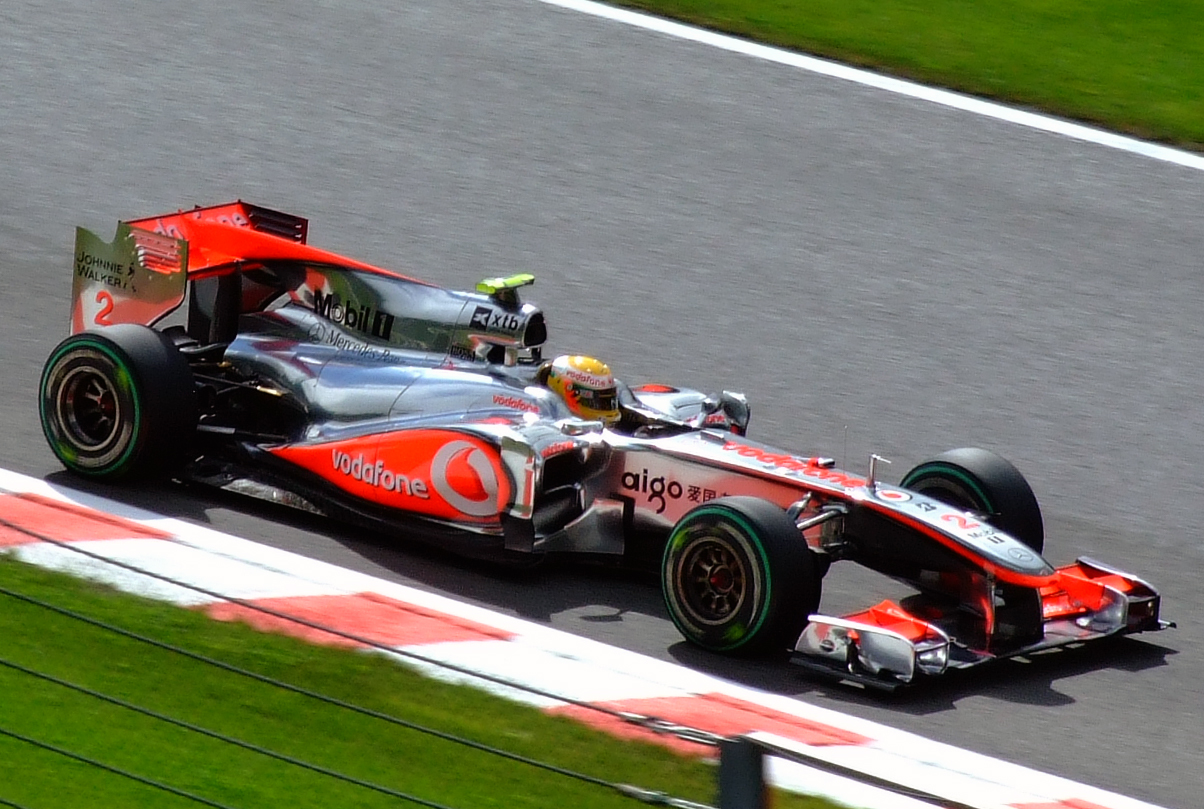
De door de regen grillig verlopende race in de verraderlijke Ardennen pakt ten slotte het beste uit voor McLaren-coureur Lewis Hamilton die, ondanks een slippartijtje, het hoofd het koelst houdt en naar zijn derde overwinning van het seizoen koerst.

De Grand Prix Formule 1 van België 2010 werd verreden op 29 augustus 2010. De race vond plaats op het Circuit Spa-Francorchamps.
Mark Webber slaagde erin om op de zaterdag, tijdens de regenachtige kwalificatietraining, poleposition te veroveren. De Red Bull Racing-coureur was hiermee Lewis Hamilton en Robert Kubica te snel af.
Lewis Hamilton wist de door regenval chaotisch verlopen race te winnen. De McLaren-coureur bleef Mark Webber en Robert Kubica voor. Door de overwinning nam Hamilton de leiding over van Webber in het kampioenschap.

## Kwalificatie
| Pos. | Nr. | Coureur            | Constructeur         | Kwalificatietijden | Kwalificatietijden | Kwalificatietijden | Grid |
| Pos. | Nr. | Coureur            | Constructeur         | Q1                 | Q2                 | Q3                 | Grid |
| ---- | --- | ------------------ | -------------------- | ------------------ | ------------------ | ------------------ | ---- |
| 1    | 6   | Mark Webber        | Red Bull-Renault     | 1:57.352           | 1:47.253           | 1:45.778           | 1    |
| 2    | 2   | Lewis Hamilton     | McLaren-Mercedes     | 1:56.706           | 1:46.211           | 1:45.863           | 2    |
| 3    | 11  | Robert Kubica      | Renault              | 1:56.041           | 1:47.320           | 1:46.100           | 3    |
| 4    | 5   | Sebastian Vettel   | Red Bull-Renault     | 1:58.487           | 1:47.245           | 1:46.127           | 4    |
| 5    | 1   | Jenson Button      | McLaren-Mercedes     | 1:57.981           | 1:46.790           | 1:46.206           | 5    |
| 6    | 7   | Felipe Massa       | Ferrari              | 1:58.323           | 1:47.322           | 1:46.314           | 6    |
| 7    | 9   | Rubens Barrichello | Williams-Cosworth    | 1:55.757           | 1:47.797           | 1:46.602           | 7    |
| 8    | 14  | Adrian Sutil       | Force India-Mercedes | 1:58.730           | 1:47.292           | 1:46.659           | 8    |
| 9    | 10  | Nico Hülkenberg    | Williams-Cosworth    | 1:55.442           | 1:47.821           | 1:47.053           | 9    |
| 10   | 8   | Fernando Alonso    | Ferrari              | 1:57.023           | 1:47.544           | 1:47.441           | 10   |
| 11   | 3   | Michael Schumacher | Mercedes             | 1:56.313           | 1:47.874           |                    | 21   |
| 12   | 4   | Nico Rosberg       | Mercedes             | 1:54.826           | 1:47.885           |                    | 14   |
| 13   | 17  | Jaime Alguersuari  | Toro Rosso-Ferrari   | 1:58.944           | 1:48.267           |                    | 11   |
| 14   | 15  | Vitantonio Liuzzi  | Force India-Mercedes | 2:01.102           | 1:48.680           |                    | 12   |
| 15   | 16  | Sébastien Buemi    | Toro Rosso-Ferrari   | 2:00.386           | 1:49.209           |                    | 16   |
| 16   | 19  | Heikki Kovalainen  | Lotus-Cosworth       | 2:01.343           | 1:50.980           |                    | 13   |
| 17   | 24  | Timo Glock         | Virgin-Cosworth      | 2:01.316           | 1:52.049           |                    | 20   |
| 18   | 18  | Jarno Trulli       | Lotus-Cosworth       | 2:01.491           |                    |                    | 15   |
| 19   | 23  | Kamui Kobayashi    | BMW Sauber-Ferrari   | 2:02.284           |                    |                    | 17   |
| 20   | 21  | Bruno Senna        | HRT-Cosworth         | 2:03.612           |                    |                    | 18   |
| 21   | 20  | Sakon Yamamoto     | HRT-Cosworth         | 2:03.941           |                    |                    | 19   |
| 22   | 22  | Pedro de la Rosa   | BMW Sauber-Ferrari   | 2:05.294           |                    |                    | 24   |
| 23   | 25  | Lucas di Grassi    | Virgin-Cosworth      | 2:18.754           |                    |                    | 22   |
| 24   | 12  | Vitaly Petrov      | Renault              | geen tijd          |                    |                    | 23   |

## Race
| Pos | No | Coureur            | Constructeur         | Ronden | Tijd/Oorzaak uitval | Grid | Punten |
| --- | -- | ------------------ | -------------------- | ------ | ------------------- | ---- | ------ |
| 1   | 2  | Lewis Hamilton     | McLaren-Mercedes     | 44     | 1:29.04.268         | 2    | 25     |
| 2   | 6  | Mark Webber        | Red Bull-Renault     | 44     | +1.571              | 1    | 18     |
| 3   | 11 | Robert Kubica      | Renault              | 44     | +3.493              | 3    | 15     |
| 4   | 7  | Felipe Massa       | Ferrari              | 44     | +8.264              | 6    | 12     |
| 5   | 14 | Adrian Sutil       | Force India-Mercedes | 44     | +9.094              | 8    | 10     |
| 6   | 4  | Nico Rosberg       | Mercedes             | 44     | +12.359             | 14   | 8      |
| 7   | 3  | Michael Schumacher | Mercedes             | 44     | +15.548             | 21   | 6      |
| 8   | 23 | Kamui Kobayashi    | BMW Sauber-Ferrari   | 44     | +16.678             | 17   | 4      |
| 9   | 12 | Vitaly Petrov      | Renault              | 44     | +23.851             | 23   | 2      |
| 10  | 15 | Vitantonio Liuzzi  | Force India-Mercedes | 44     | +34.831             | 12   | 1      |
| 11  | 22 | Pedro de la Rosa   | BMW Sauber-Ferrari   | 44     | +36.019             | 24   |        |
| 12  | 16 | Sébastien Buemi    | Toro Rosso-Ferrari   | 44     | +39.815             | 16   |        |
| 13  | 17 | Jaime Alguersuari  | Toro Rosso-Ferrari   | 44     | +49.457             | 11   |        |
| 14  | 10 | Nico Hülkenberg    | Williams-Cosworth    | 43     | +1 ronde            | 9    |        |
| 15  | 5  | Sebastian Vettel   | Red Bull-Renault     | 43     | +1 ronde            | 4    |        |
| 16  | 19 | Heikki Kovalainen  | Lotus-Cosworth       | 43     | +1 ronde            | 13   |        |
| 17  | 25 | Lucas di Grassi    | Virgin-Cosworth      | 43     | +1 ronde            | 22   |        |
| 18  | 24 | Timo Glock         | Virgin-Cosworth      | 43     | +1 ronde            | 20   |        |
| 19  | 18 | Jarno Trulli       | Lotus-Cosworth       | 43     | +1 ronde            | 15   |        |
| 20  | 20 | Sakon Yamamoto     | HRT-Cosworth         | 42     | +2 ronden           | 19   |        |
| DNF | 8  | Fernando Alonso    | Ferrari              | 37     | Crash               | 10   |        |
| DNF | 1  | Jenson Button      | McLaren-Mercedes     | 15     | Ongeval             | 5    |        |
| DNF | 21 | Bruno Senna        | HRT-Cosworth         | 5      | Technisch           | 18   |        |
| DNF | 9  | Rubens Barrichello | Williams-Cosworth    | 0      | Ongeval             | 7    |        |

## Noot
- Dit was de 25ste pole position voor een Australische coureur.

1925 · 1930 · 1931 · 1933 · 1934 · 1935 · 1937 · 1939 · 1947 · 1949 · 1950 · 1951 · 1952 · 1953 · 1954 · 1955 · 1956 · 1958 · 1960 · 1961 · 1962 · 1963 · 1964 · 1965 · 1966 · 1967 · 1968 · 1970 · 1972 · 1973 · 1974 · 1975 · 1976 · 1977 · 1978 · 1979 · 1980 · 1981 · 1982 · 1983 · 1984 · 1985 · 1986 · 1987 · 1988 · 1989 · 1990 · 1991 · 1992 · 1993 · 1994 · 1995 · 1996 · 1997 · 1998 · 1999 · 2000 · 2001 · 2002 · 2004 · 2005 · 2007 · 2008 · 2009 · 2010 · 2011 · 2012 · 2013 · 2014 · 2015 · 2016 · 2017 · 2018 · 2019 · 2020 · 2021 · 2022 · 2023 · 2024 · 2025 · 2026 · 2027 · 2029 · 2031